# Haniel Museum
Haniel Museum – prywatne muzeum w dzielnicy Ruhrort, dzisiaj Duisburg – znajdujące się w posiadaniu rodziny – Haniel.

## Historia
Najstarszy budynek znajdujący się na Ruhrorcie i pierwszy dom wybudowany poza murami miasta Duisburg. Dom został zbudowany w 1756 przez Jana Willema Noota, który prowadził głównie handel towarami kolonialnymi. Noot mieszkał w nim ze swoją rodziną – żoną Cathariną Erckenswick i ich wspólnymi dziećmi. W 1772 do dzielnicy Ruhrort przeprowadziła się córka Noota – Aletta, która razem z mężem przejęła dom swojego ojca. W 1779 urodził się wnuk Jana Willema Noota – Franz Haniel, który był kolejnym spadkobiercą majątku po swojej matce.

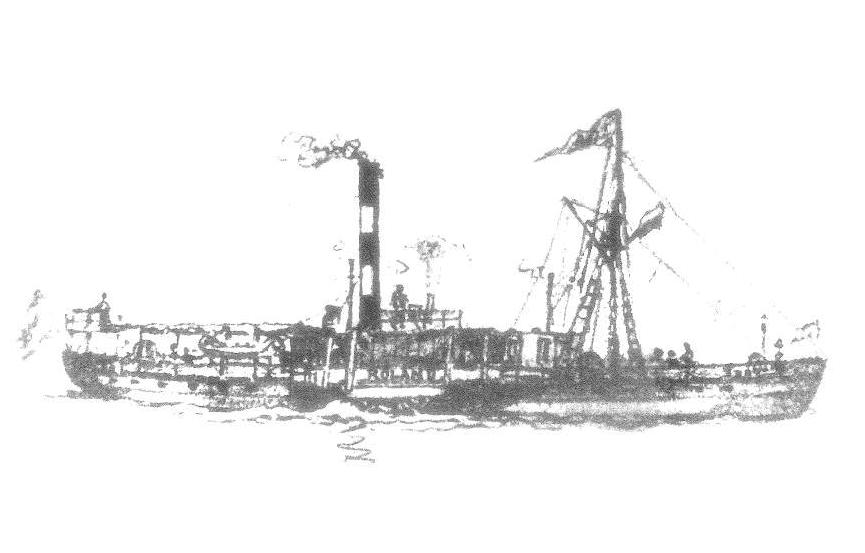
„Graf von Paris” – statek

Franz Haniel zaczął jako spedytor w 1800 – mając na celu budowę biznesu węglowego. Aby stworzyć niezbędną infrastrukturę dla handlu i przemysłu, prowadził kampanię na rzecz silnej rozbudowy portów na Ruhrorcie. Od 1820 tworzył ściślejsze połączenie między niezależnym Ruhrortem, a Duisburgiem, budując pierwszy żelazny most nad Ruhrą. W tym samym czasie wprowadził też inżynierię mechaniczną, opartą na modelu angielskim i rozpoczął budowę kompletnych silników parowych. W 1829 zbudował stocznię parową w dzielnicy Ruhrort, w której, w 1838 uruchomiono pierwszy całkowicie żelazny statek „Graf von Paris”. Od 1844 budował pierwsze ciągniki parowe dla własnej firmy spedycyjnej.
W 1868, po śmierci Franza Haniela dom przerobiono na biura. Po zakończeniu II wojny światowej budowla była tymczasowym schronieniem dla wielu pracowników firmy Haniel i ich rodzin. Nawet państwowy bank centralny wynajmował pomieszczenia na parterze przez kilka lat dopóki nie wybudowano nowego banku.
W 1960, w domu Franza Haniela powstał pomysł urządzenia muzeum, które po dziś dzień odwiedza rocznie 3.500 zwiedzających. W 1968 Muzeum Haniela zostało oficjalnie otwarte. Historyczne magazyny budynku zostały odrestaurowane i przekształcone w muzeum historii przemysłowej firmy i Duisburga. Od 1995 dostępna jest też część mieszkalna sąsiedniego domu, którą połączono z przejściami pierwszego i pakownią.
Muzeum posiada 3 piętra, na których udokumentowana jest historia rodziny – Haniel. Cały budynek ma 17 pomieszczeń starannie wyposażonych w rodzinne pamiątki. Między innymi pokój muzyczny z fortepianem, pokój Thusneldy – córki Friederike i Franza Haniela, biuro Franza Haniela z numerem telefonu 123 i bibliotekę.